# Акбауир
Акбауи́р (каз. Ақбауыр) — село у складі Шетського району Карагандинської області Казахстану. Входить до складу Акшокинського сільського округу.
Населення — 129 осіб (2021; 219 у 2009, 249 у 1999, 467 у 1989).
Національний склад станом на 1989 рік:
- казахи — 100 %.

У радянські часи село називалось також Акбаур.